# قرية توب

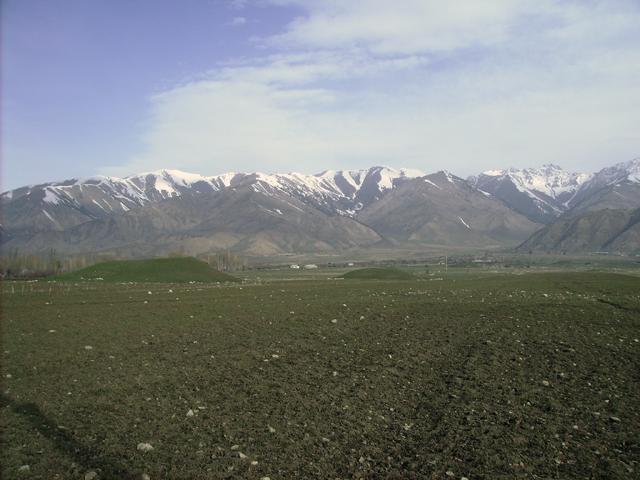
المناظر الطبيعية بالقرب من توب

توب ((بالقيرغيزية: Түп)‏) أو تياب، ((بالروسية: Тюп)‏) هي قرية كبيرة في منطقة إيسيك-كول في قيرغيزستان، ومركز منقطة توب. تأسست كقرية بريوبرازينسكوي في عام 1870.  بلغ عدد سكانها في عام 2009 (9828) نسمة. تقع قرية توب على تقاطع طرق في الركن الشمالي الشرقي من بحيرة بحيرة إيسيك كول. يتجه الطريق A363 غربا إلى أنانيفو وجنوبا إلى كارا. وإلى الشرق، يتجه الطريق A362 إلى وادي كاركارا في كازاخستان.
يقع وادي كاركارا ('الرافعة السوداء') إلى الشرق على بعد حوالي 60 كم باتجاه كازاخستان بين سلسلة جبال كنغوي ألا-تو إلى الشمال ووسط جبال تيان شان إلى الجنوب. يقام هنالك مهرجان سنوي للخيول. كما يوجد في منتصف الطريق حتى الوادي قرية سان تاش (عد الحجارة). ويقال إن تيمورلنك أمر جنوده ذات مرة بأن يضع كل واحد منهم حجرا كلما مرّو من هنالك لتتشكل بذلك كومة كبيرة من الحجارة. وأثناء العودة، كان على كل جندي أن يزيل حجرا، وبالتالي فإن عدد الحجارة المتبقية هو عدد الجنود الذين لقوا حتفهم. يوجد هنالك تجويف صغير في أعلى هذه الكومة مما يدل على أن عددا قليلاً من الجنود كانو من بين الناجين العائدين. لا توجد أكوام أحجار أخرى في المنطقة لمسافة لأميال حولها.

## روابط خارجية
- http://tyup.net/